# 西溪湿地南站
西溪湿地南站是杭州地铁3号线主线与支线交汇的地铁车站，位于中华人民共和国浙江省杭州市西湖区留下街道与蒋村街道交界，天目山路地下，沿天目山路东西向布置，邻近西溪国家湿地公园周家村出入口。远期3号线支线独立为14号线后，本站将成为两线的同向同台换乘车站。

## 车站结构

### 楼层分布
| 1层  | 地面     | 出入口                               |  |  |
| -1层 | 站厅     | 自动售票机、客服中心、商店（未开业） |  |  |
| -2层 |          | █ 3号线 往吴山前村（洪园）           |  |  |
|      | 岛式站台 |                                      |  |  |
|      |          | █ 3号线 往石马（留下）               |  |  |
|      |          | █ 3号线 往星桥（花坞）               |  |  |
|      | 岛式站台 |                                      |  |  |
|      |          | █ 3号线 往星桥（花坞）               |  |  |

### 设计
西溪湿地南站以“湿地风光”为主题，将水潭造型吊顶和有机线条立柱相组合，表现湿地水网密布的自然形态、强化站厅的开阔空间，打造出水墨湿韵的意境。

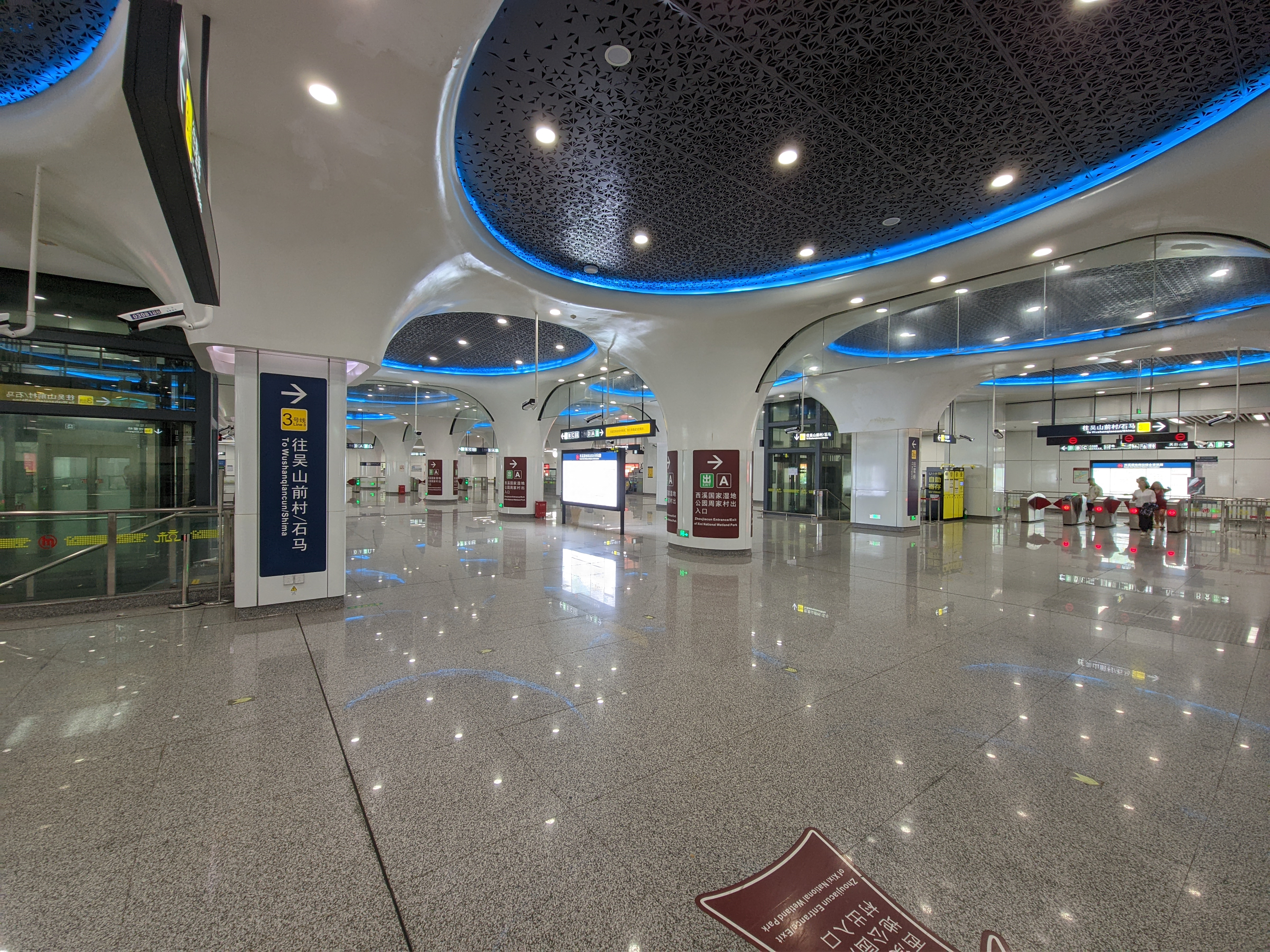
站厅
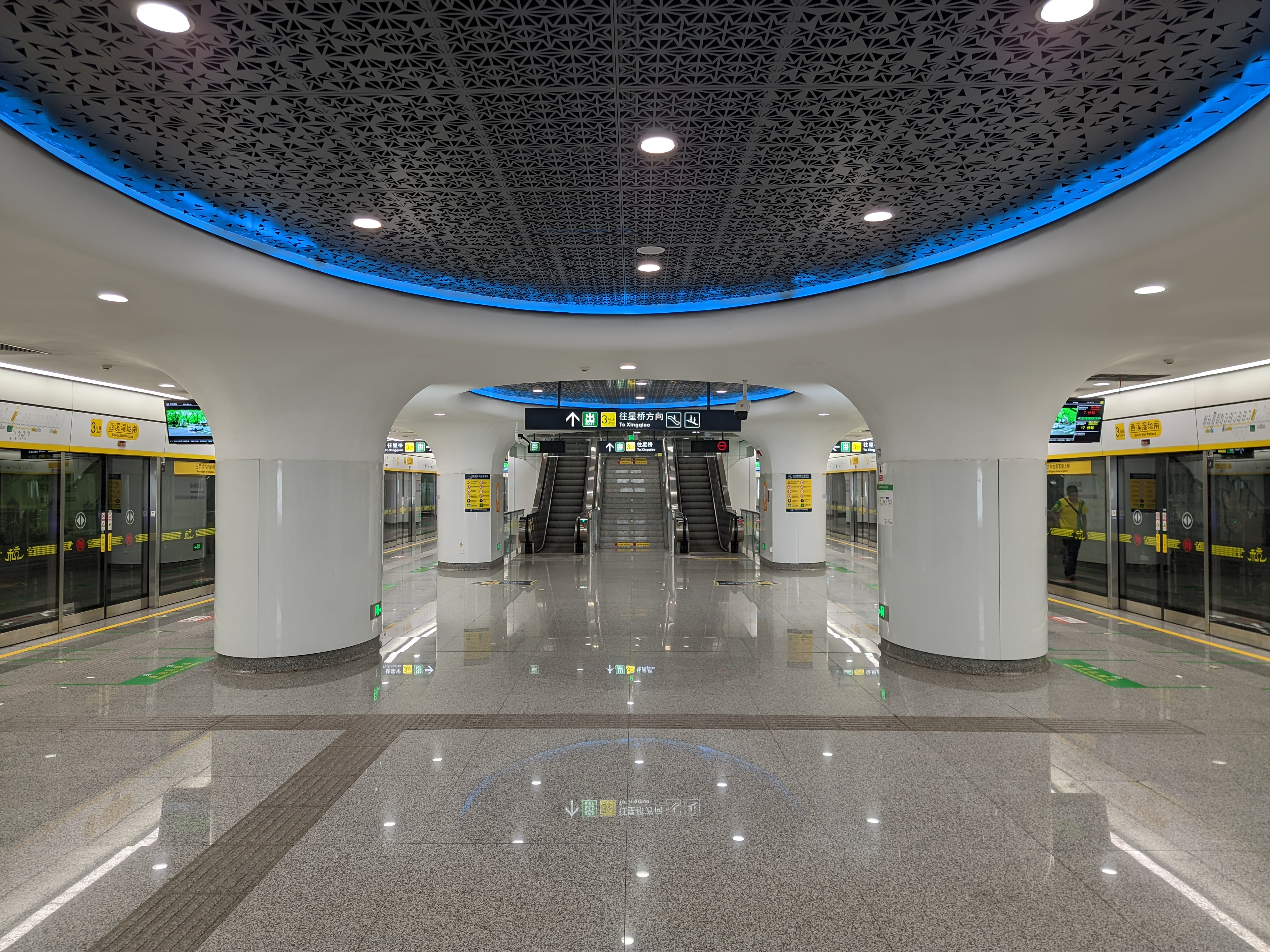
吴山前村及石马方向站台
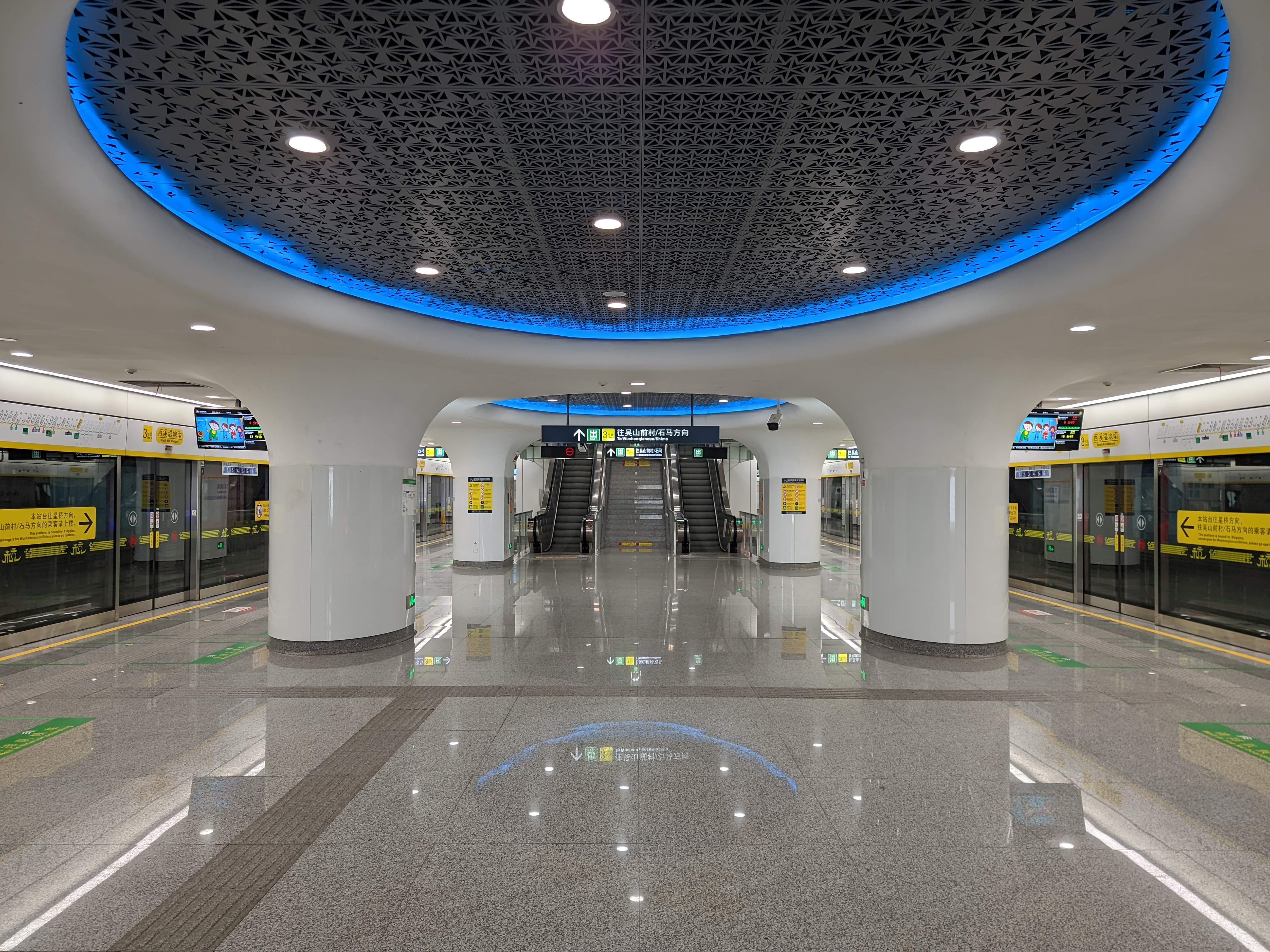
星桥方向站台
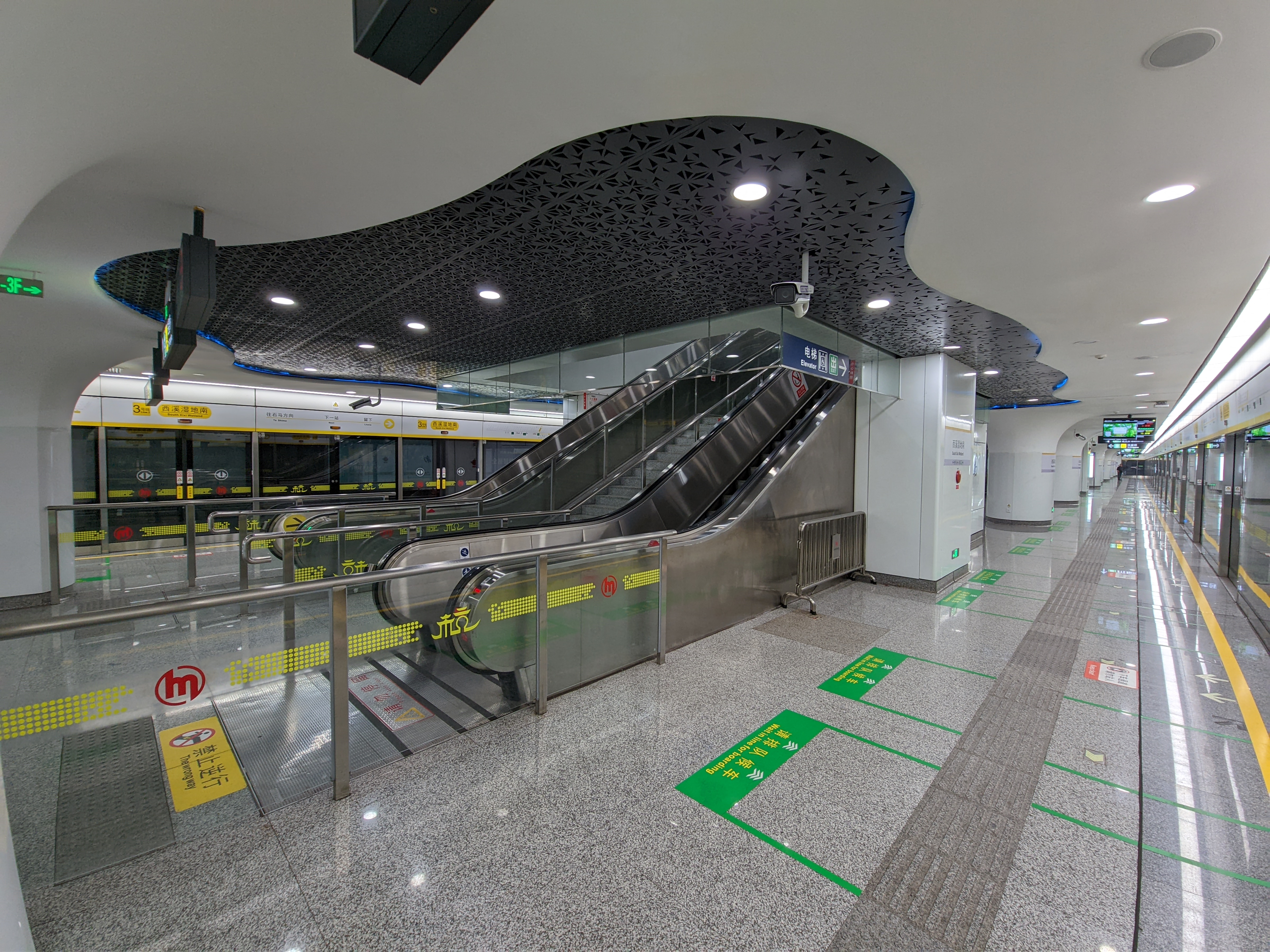
站台天花板装饰
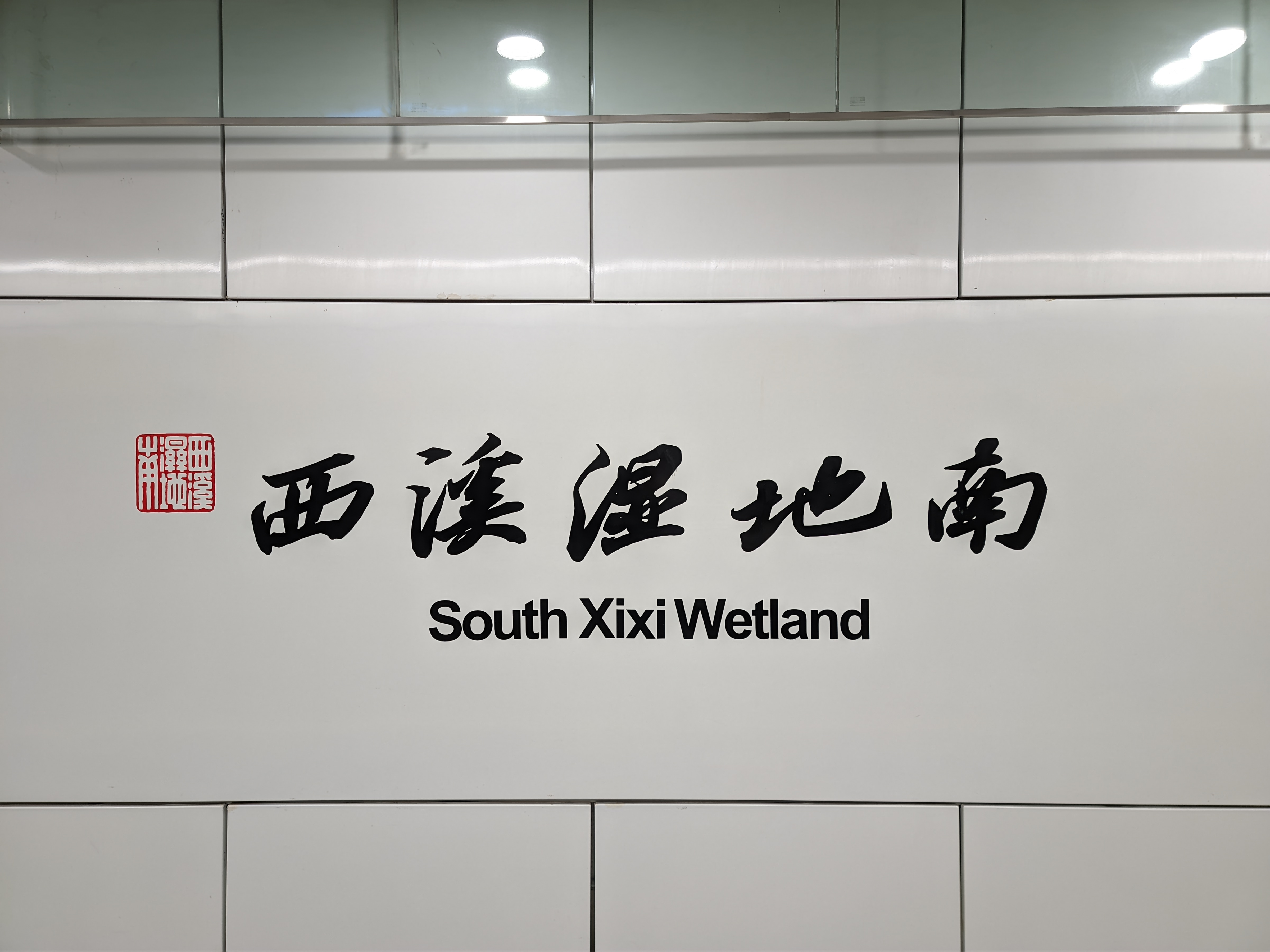
大字壁

### 出入口
| 编号                                                        | 出口标识     | 建议前往的目的地                      | 图片 |
| ----------------------------------------------------------- | ------------ | ------------------------------------- | ---- |
| A                                                           | 天目山路北侧 | 天目山路 西溪国家湿地公园周家村出入口 |      |
| B                                                           | 天目山路北侧 | 天目山路 西溪国家湿地公园周家村出入口 |      |
| C                                                           | 天目山路南侧 | 天目山路、百家园路 西溪金谷           |      |
| D                                                           | 天目山路南侧 | 天目山路 中元溪谷                     |      |
| E · （暂未开通）                                            | 天目山路南侧 | 天目山路 西溪凯格酒店                 |      |
| 註： 设有卫生间 \| 设有第三卫生间 \| 设有母婴室 \| 设有电梯 |              |                                       |      |

## 接驳交通
- 杭州公交

D口：西溪湿地南
| 西溪湿地南 | 西溪湿地南   | 西溪湿地南 | 西溪湿地南     | 西溪湿地南 |
| 编号       | 路线         | 路线       | 路线           | 备注       |
| ---------- | ------------ | ---------- | -------------- | ---------- |
| 1406       | 杨家牌楼社区 | ⇆          | 西溪湿地周家村 |            |
| 1456       | 留和家苑     | ⇆          | 西溪湿地周家村 |            |

- 杭州公共自行车

## 历史
2000年左右的规划中，3号线（东西线）从古荡延长至留下，中途沿天目山路行走，惟此版本的站位已不可考。2005年规划中，3号线设有「留下站」（靠近今洪园站）和另一座车站（今花坞站以西），本站现址大约在两站中间的位置。2010年，由于留下车辆段选址问题，3号线缩短至花坞站，本站一度从规划中消失。2011年编制完成的《杭州市轨道交通线网规划（修编）》中，新增的杭临城际（现16号线）在今日站址设有一站。因为小和山有合适的地方建设车辆段，同时为了促进未来科技城的发展，3号线代替原有的杭临城际二期（绿汀路站—汽车西站）向西延伸，并增设小和山支线，本站便成为主支线换乘站。
- 2021年12月8日，车站定名为西溪湿地南站。[1]
- 2022年6月10日，车站随3号线一期后通段投入使用[5]。

## 相关车站
- 西溪湿地北站